# Helmut Chmelik
Helmut Chmelik (* 1942; † 14. Juli 2010) war ein österreichischer Basketballspieler.

## Laufbahn
Chmelik spielte für Asturia Klosterneuburg in der höchsten Spielklasse Österreichs und trumpfte insbesondere in der Saison 1975/76 auf, als er ligaweit fünftbester Korbschütze und damit bester österreichischer Spieler in dieser statistischen Kategorie war.
Beruflich war er als Hauptschuloberlehrer an der Hauptschule Klosterneuburg, Langstögergasse, tätig. Ihm wird zugeschrieben, den Basketballsport in Klosterneuburg unter anderem im Schulleben erheblich gefördert zu haben.